# Pjotr Petrowitsch Schmidt

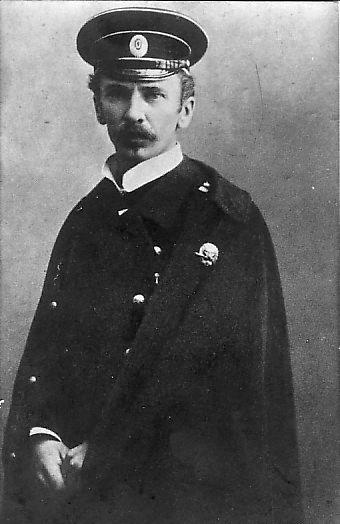
Leutnant Pjotr Petrowitsch Schmidt

Pjotr Petrowitsch Schmidt (russisch Пётр Петро́вич Шмидт; * 5. Februarjul. / 17. Februar 1867greg. in Odessa; † 6. Märzjul. / 19. März 1906greg. auf der Insel Beresan) war ein russischer Marineoffizier.

## Leben
Schmidt war Sohn des Konter-Admirals Pjotr Petrowitsch Schmidt Sr. und seiner Frau Jekaterina Jakowlewna geb. von Wagner und Nachkomme des Marineoffiziers VIII. Klasse Anton Schmidt aus Frankfurt am Main in der Flotte Peters I. Schmidt verlebte seine Jugend in Berdjansk, wo sein Vater Bürgermeister war, und besuchte dort das Gymnasium.
Schmidt begann 1880 seine Ausbildung in der St. Petersburger Marinekadettenschule und verließ sie 1886 als Mitschman zum Dienst in der Baltischen Flotte. 1888 wurde er krankheitsbedingt beurlaubt mit anschließender Versetzung zur klimagünstigeren Schwarzmeerflotte. 1889 bat er erneut um Beurlaubung, absolvierte eine Kurbehandlung bei einem Arzt für Nerven- und Seelenleiden in Moskau und wurde schließlich als Leutnant krankheitshalber aus dem Dienst entlassen, wobei die Verletzung des Offizierskodex durch seine Heirat eine Rolle spielte. Er heiratete Dominika Gawrilowna Pawlowa und bekam 1889 den Sohn Jewgeni. Mit seiner Familie lebte er in Berdjansk, wo er in der Gießerei der John Greaves-Landmaschinenfabrik arbeitete, in Taganrog, wo Alexander Nentzel ihm eine Stelle als Buchhalter in der Asow-Don-Handelsbank anbot, und in Odessa. Er reiste nach Paris, wo er sich von dem Aeronautiker Eugène Godard ausbilden ließ.
1892 wurde Schmidt nach seinem Antrag mit seinem früheren Rang Mitschman wieder in den Flottendienst aufgenommen. 1894 wurde er von der Baltischen Flotte zur Sibirischen Flotte versetzt. 1895 wurde er wieder zum Leutnant befördert. 1897 wurde er zur Behandlung seiner Neurasthenie-Krankheit in das Lazarett in Nagasaki geschickt, um nach 10 Tagen nach Wladiwostok zurückzukehren. Nach einem Konflikt mit dem Flottenkommando bat er 1898 um Versetzung in die Reserve. Daraufhin wurde er aus dem Flottendienst entlassen mit Anrecht auf den Dienst in der Handelsmarine. Er diente nun auf dem Hospitalschiff Kostroma der Russischen Freiwilligen Flotte, das Jahre später an der Seeschlacht bei Tsushima beteiligt war. 1900 wechselte er zur Russischen Gesellschaft für Dampfschifffahrt und Handel. Er arbeitete zunächst als Kapitän-Oberassistent und ab 1901 als Kapitän.
1904 wurde Schmidt als Offizier der Flottenreserve in den aktiven Flottendienst in der Schwarzmeerflotte zurückberufen und wurde Offizier-Ältester auf einem Kohle-Transporter, der für die Sibirische Flotte bestimmt war. Wegen  öffentlicher Beleidigung eines Offiziers musste er 1904 in Libau an 10 Sonntagen einen bewachten Arrest verbüßen. Im Januar 1905 musste er auf der Fahrt in den Fernen Osten in Port Said das Schiff infolge einer Nierenkolik verlassen und begab sich nach Sewastopol zur Übernahme des Kommandos auf dem Zerstörer Nr. 253 in Ismajil.

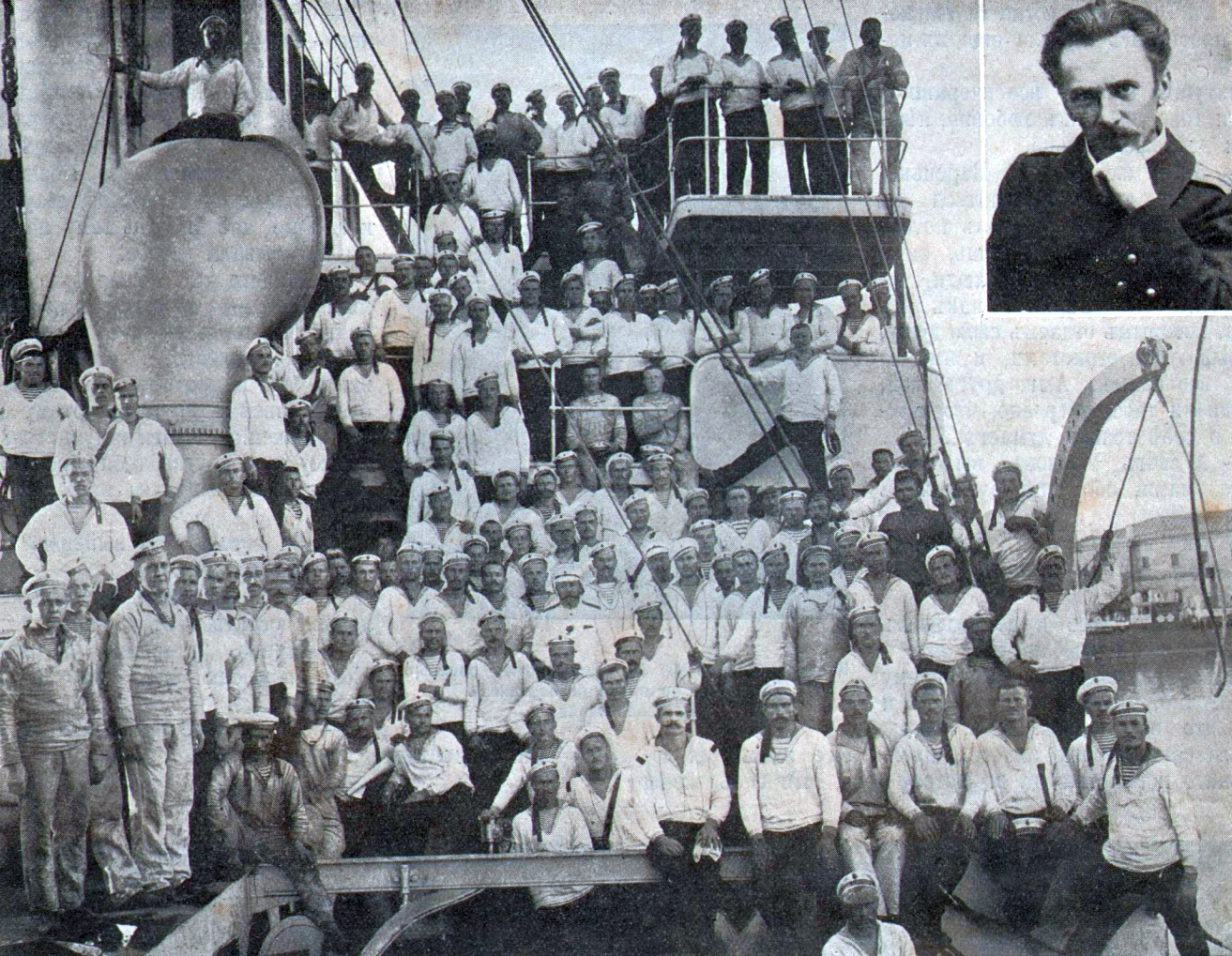
Otschakow-Mannschaft zwei Wochen vor dem Aufstand und Leutnant Schmidt rechts oben

Zu Beginn der Russischen Revolution 1905 gründete Schmidt die Union der Offiziere, die Volksfreunde und beteiligte sich an der Gründung der  Odessaer Gesellschaft zur gegenseitigen Unterstützung der Seeleute der Handelsflotte. Im August 1905 kehrte Schmidt nach Sewastopol zurück und leitete nun die regierungsfeindliche Propaganda unter Matrosen und Offizieren, wobei er sich als überparteilicher Sozialist bezeichnete. Bei einer Kundgebung erlitt er eine Kolik, wobei er sich in Krämpfen wandt. Am 18. Oktoberjul. / 31. Oktober 1905greg. führte er eine Menschenmenge zum städtischen Gefängnis und forderte die Freilassung der Gefangenen. Am 20. Oktoberjul. / 2. November 1905greg. wurde er wegen seiner regierungsfeindlichen Aktivitäten verhaftet und auf das Linienschiff Tri Swatitelja gebracht. Nach öffentlichen Protesten wurde er freigelassen und aus dem Dienst entfernt. Am 14. Novemberjul. / 27. November 1905greg. begab er sich auf Einladung einer Kommission der Matrosen und Soldaten an Bord des Panzerkreuzers Otschakow und übernahm dort die Führung der aufständischen Matrosen, denen sich weitere Schiffe und das Linienschiff Knjas Potjomkin Tawritscheski angeschlossen hatten. Sofort wurde die Rote Fahne und das Flottenkommando-Signal gehisst und beschlossen, das Gericht und das Arsenal zu besetzen und die Offiziere zu verhaften, aber es wurde nicht sofort gehandelt. Schmidt schickte ein Telegramm mit der Forderung nach einer verfassungsgebenden Versammlung an Zar Nikolaus II. Am folgenden Tag wurde der Aufstand durch zarentreue Einheiten unter Führung des Linienschiffs Rostislaw niedergeschlagen. Schmidt und sein sechzehnjähriger Sohn Jewgeni wurden zusammen mit allen Überlebenden gefangen genommen. In dem nichtöffentlichen Gerichtsverfahren in der kleinen Festung auf der Insel Tendra, bei dem Schmidt von Tadas Vrublevskis verteidigt wurde, wurden Schmidt und die anderen Führer des Aufstandes zum Tode verurteilt. Schmidt wurde auf der Insel Beresan durch ein Erschießungskommando des Kanonenboots Terez unter dem Kommando von Michail Stawraki, Schmidts Klassenkamerad auf der St. Petersburger Kadettenschule, exekutiert.
1917 wurden auf Befehl Admiral Koltschaks die sterblichen Überreste Schmidts und der anderen Erschossenen nach Sewastopol überführt und in der Pokrowski-Kathedrale bestattet. Marineminister Kerenski legte das Georgskreuz auf Schmidts Grabplatte. Stawraki wurde 1922 in Batumi zufällig von Tscheka-Agenten entdeckt und 1923 vom Obersten Militärgerichtshof zum Tod durch Erschießen verurteilt. Schmidt und seine Genossen wurden 1923 auf den Städtischen Friedhof der Kommunarden in Sewastopol umgebettet. Das Denkmal auf ihrem Grab stand ursprünglich auf dem Grab des Kommandeurs J. N. Golikow des Linienschiffs Knjas Potjomkin Tawritscheski.
Die Blagoweschtschenski-Brücke in St. Petersburg hieß 1918–2007 Leutnant-Schmidt-Brücke. Nach dem Russischen Bürgerkrieg trugen den Namen Leutnant-Schmidt die Straßen in Astrachan, Bataisk, Winniza, Wologda, Wjasma, Berdjansk, Twer, Wladiwostok, Jeisk, Gattschina, Dnepropetrowsk, Donezk, Jegorjewsk, Kasan, Lyswa, Murmansk, Bobruisk, Nischni Tagil, Noworossijsk, Odessa, Perwomaisk, Otschakow, Samara, Sewastopol, Simferopol, Taganrog, Tjumen, Kertsch, Sinowjewsk, Krementschuk, Kamjanez-Podilskyj, Chabarowsk, Charkow, Ljubotin, Melitopol und Petropawlowsk-Kamtschatski. Das 1899 gebaute Torpedoboot Swirepi wurde 1922 nach Leutnant Schmidt benannt und 1927 außer Dienst gestellt.
Ilf und Petrow beschrieben in ihrem 1931 erschienenen satirischen Roman Das goldene Kalb die Schwindler-Gruppe Kinder des Leutnants Schmidt. N. I. Platonow komponierte 1938 die Oper Leutnant Schmidt. Eine zweite Oper Leutnant Schmidt von B. L. Jarowinski (1970) wurde 1970 von W. M. Skljarenko im Charkower Operntheater aufgeführt. K. G. Paustowski schrieb 1935 die Erzählung Das Schwarze Meer und nahm im Kapitel Heldenmut Bezug auf Schmidt. B. L. Pasternak verfasste das Gedicht Leutnant Schmidt.
Auf der Insel Beresan wurde 1968 ein Denkmal für die erschossenen Aufstandsanführer von den Architekten N. Kalkin und W. Otschakowski errichtet. In dem vom Berdjansker Bürgermeister P. P. Schmidt Sr. bewohnten Haus in Berdjansk wurde 1980 ein P. P. Schmidt-Museum eröffnet. Am Eingang des ehemaligen Berdjansker Gymnasiums (jetzt Berdjansker Pädagogische Universität) steht rechts eine Büste von Schmidt und links eine Büste des Bakteriologen Waldemar Haffkine. Das 1962 eröffnete P. Schmidt-Museum in Otschakow wurde inzwischen geschlossen. Schmidt ist zudem Namensgeber für die Kupol Lejtenanta Smidta in der Antarktis.